# Església Parroquial de Sant Vicenç
L'Església Parroquial de Sant Vicenç és una església d'estil barroc ubicada al municipi de Sant Vicenç dels Horts, protegida com a bé cultural d'interès local. D'una sola nau, de planta rectangular sense absis destacat, té les capelles laterals construïdes entre els contraforts, pilastres i capitells embeguts entre arcs de mig punt. Tot l'interior és ornat per pintures de temes litúrgics acompanyats per multitud de flors i filigranes i simula una volta de canó amb llunetes d'il·luminació sota l'envigat amb arcs faixons que delimiten l'altar i cinc tramades on a cada costat s'obre una capella amb voltes d'aresta. La façana principal és plana, amb coronament ondular, rosassa, porta d'accés (obertura de llinda plana, pilastres embegudes, frontó entretallat, fornícula amb la imatge del sant) i campanar de secció pentagonal.

## Història
L'església fou reconstruïda entre els anys 1718 i 1725, ja que l'anterior temple havia cremat l'any el 1717. Una part important del material, de procedència local va ser donat per les famílies vicentines i els manobres locals van col·laborar en la construcció i pràcticament tot el poble s'hi va abocar.
A l'interior de l'església es conserven dues dates importants en la construcció de l'església: 1719, l'any que probablement s'aixeca la nau, i 1722, a la capçalera de l'església. L'edifici es va beneir el 22 d'abril de 1725 pel rector de la parròquia, Carles Grané.
L'interior de l'església fou reformada l'any 1933 sota la supervisió de mossèn Josep Duran. Fou reformat sencer l'altar major i es van construir noves capelles. Com a conseqüència de la Guerra Civil Espanyola, entre 1939 i 1941, es van construir de nou l'altar i el cancell de l'església, que havien estat destruïts. Aquesta reforma fou a terme per l'arquitecte Francesc Folguera i Grassi. Finalment, l'última gran reforma de l'edifici, l'any 1997, fou encarregada per mossèn Mateu Santacana que va fer rahbilitar el campanar, la reconstruir la coberta de la nau central i remodelar de la façana, que es va revestir de marbre blanquinós. Aquesta última reforma fou dirigida per l'arquitecte Francesc Jornet i l'aparellador Vicenç Font.